# Gmina Ig
Ig – gmina w centralnej Słowenii. W 2000 roku liczyła 5400 mieszkańców.

## Miejscowości
Miejscowości wchodzące w skład gminy Ig:

- Brest
- Dobravica
- Golo
- Gornji Ig
- Ig – siedziba gminy
- Iška
- Iška Loka
- Iška vas
- Kot
- Kremenica
- Matena
- Rogatec nad Želimljami
- Sarsko
- Selnik
- Staje
- Strahomer
- Škrilje
- Tomišelj
- Visoko
- Vrbljene
- Zapotok